# Teistungenburg

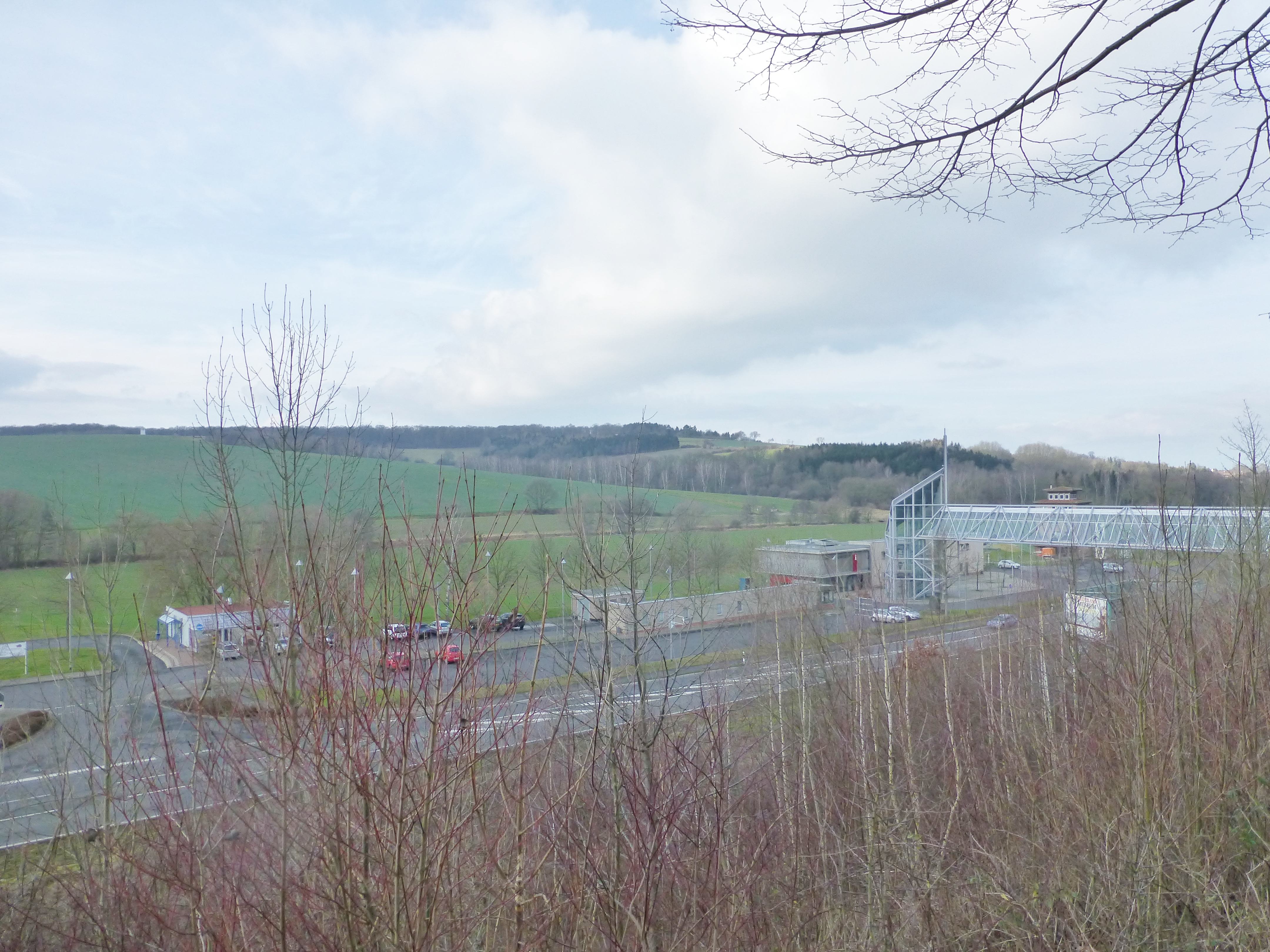
Vermutliche Ortslage des Dorfes Teistungenburg unmittelbar im Hahletal

Die Wüstung Teistungenburg befindet sich in der Gemarkung der Gemeinde Teistungen im Landkreis Eichsfeld in Thüringen.

## Lage
Die Wüstung liegt ungefähr einen Kilometer nördlich von Teistungen im Tal der Hahle unmittelbar an der Landesgrenze zu Niedersachsen. Der Ort befand sich an einer alten Handelsstraße zwischen Duderstadt im Norden und Heiligenstadt und Mühlhausen im Süden.

## Geschichte der Siedlung
Die erste schriftliche Erwähnung des Ortes Teistungenburg erfolgte in einer gefälschten Urkunde des Klosters Lippoldsberg an der Weser für das Jahr 1062 (1090), wo die Besitzansprüche des Klosters am Zehnten mehrerer Orte, unter anderem auch Teistungenburg, festgeschrieben wurden. Für den Zeitraum von 1137 bis 1158 wurde ein Vergleich zwischen dem Kloster Lippoldsberg und dem Ritter Halmbertus über den Zehnten in Eistingeberg geschlossen. Eine Kirche mit den Namen St. Paulus beziehungsweise dortig eingesetzte Priester wurden zwischen 1227 und 1270 mehrfach in Urkunden genannt. Bis zur Gründung des Klosters war die Kirche in Teistungenburg Urkirche des Archidiakonates Heiligenstadt, zu dem zehn weitere Kirchen (vier davon in heutigen Wüstungen) in der Umgebung verwaltungsmäßig gehörten, später gehörte diese Orte zur Sedes Duderstadt.

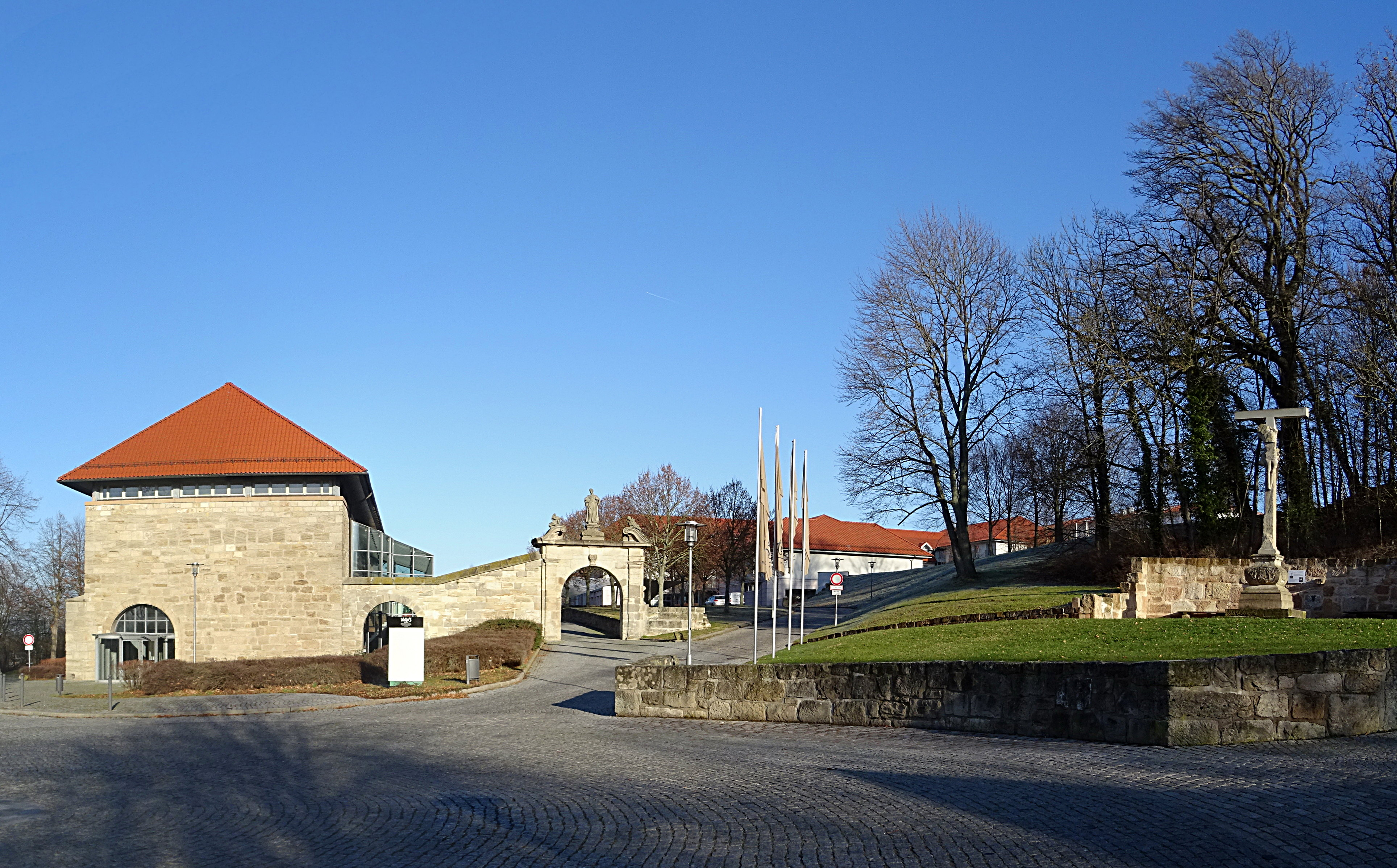
Zugangsbereich zum ehemaligen Kloster Teistungenburg und heutigen Hotelanlage

1260 wurden 10 Nonnen aus dem Kloster Beuren zunächst im Dorf Teistungenburg auf Grund und Boden der Herzöge von Braunschweig angesiedelt und das Kloster Teistungenburg entstand. In einem Vergleich zwischen den Klöstern Beuren und Teistungenburg erhielt Teistungenburg vom Mutterkloster 10 Mark Silber, um vom Stift Quedlinburg den Berg oberhalb von Teistungenburg zu erwerben („montem in Testingrborc“). Das Stift Quedlinburg ist in dieser Zeit Lehnsherr der Mark Duderstadt und damit auch der Gegend um Teistungenburg. Auf dieser Anhöhe oberhalb des Ortes wurde ab 1270 das Kloster neu errichtet. Zwischen 1270 und 1333 wurden zahlreiche Urkunden ausgestellt, in denen das Kloster Teistungenburg zahlreiche Grundstücke und Rechte im Dorf von verschiedenen Adelsfamilien erwarb. So auch die halbe Vogtei über den Ort von den Grafen von Scharzfeld und die andere Hälfte von der Äbtissin von Quedlinburg sowie den Zehnten vom Erzbischof in Mainz. Vermutlich ist der Ort im 14. Jahrhundert wüst gefallen ist, die Kirche St. Paulus soll noch 1540 bestanden haben.
Ab 1963 wurden die meisten Gebäude des Klosters schrittweise im Rahmen der Grenzsicherungsmaßnahmen an der Innerdeutschen Grenze abgebrochen.

## Burg Teistungenburg
Auf der Anhöhe oberhalb von Teistungenburg, wo das spätere Kloster Teistungenburg errichtet wurde, soll eine mittelalterliche Burganlage, die sogenannte Burg Teistungenburg gestanden haben. Unmittelbare urkundliche Belege sind nicht bekannt, auch archäologische Nachweise sind auf Grund der umfangreichen Umbauarbeiten bei der Errichtung des Klosters, bei dessen Abriss und der Errichtung des Grenzüberganges nicht zu erwarten.
Ob die Teistungenburg eine Burganlage des herzoglichen Hofes (Wirtschaftshof) in Duderstadt gewesen ist, lässt sich nicht eindeutig klären. Dieser Hof wurde im Jahr 929 in einer Urkunde von König Heinrichs I. zusammen mit den Höfen Quedlinburg, Pöhlde, Nordhausen und Grone als Witwengut bei einer Übertragung für seine Frau Mathilde erwähnt. Duderstadt als zentraler Ort der Mark Duderstadt weist keine brauchbare Burgstelle auf, Teistungenburg liegt dabei nur etwa 3,5 Kilometer südlich des Gutshofes. Auf der Burg saßen Vögte als Vasallen des quedlingurgischen Stiftes für die Mark Duderstadt. Lehnsnehmer waren Anfang des 13. Jahrhunderts die Grafen von Scharzfeld-Lutterberg und die Untervögte stellte ein Adelsgeschlecht aus der Mark. Das Dorf Teistungenburg stand unter der Herrschaft der Burg. In der Burganlage stand eine Kapelle des Apostels Petrus. Wann die Burg aufgegeben oder zerstört wurde, ist nicht bekannt. 1286 erwarb das Kloster Teistungenburg den Burgberg und errichtete dort ihr neues Kloster. Die Klosterkirche wurde den Aposteln Petrus und Paulus geweiht.

## Heutiger Zustand
Vom Dorf Teistungenburg sind heute keine Spuren mehr vorhanden. Durch den Bau der Bahnstrecke von Leinefelde nach Wulften und die Errichtung des Grenzüberganges Worbis/Duderstadt (1973) wurde das Gebiet stark verändert und mögliche Befunde sind nicht mehr zu erwarten. Heute befindet sich dort das Grenzlandmuseum Eichsfeld. Ob die ehemaligen Obere und Untere Klostermühlen mit dem Dorf in Beziehung standen, ist nicht bekannt, der neuzeitliche Mühlenturm der Untermühle ist noch vorhanden.
An der Stelle der Burg stehen nur noch einzelne Gebäudeteile des Klosters wie ein Stall, ein Torbogen und der Klosterbrunnen sowie nördlich angrenzend eine neu errichtete Hotelanlage mit Badelandschaft.

## Namensherkunft
Eine Herleitung des Grundwortes Teistungen ist schwierig. Eine Vermutung stellt die Herkunft von einem Flussnamen Agista für Eistingen (1089) bzw. Eistingenberg (1062) dar. Die Endung -burg bezieht sich vermutlich auf Burg oberhalb des Ortes. Die Schreibweise für Teistungenburg ist für den Zeitraum bis ins 16. Jahrhundert hinein sehr variantenreich: Teistingenburgk, Testinceborch, Testingheborg, Teystingenburch, Teystingeborgh usw.